# مختار روبوو
مختار روبوو (بالصومالية: Mukhtaar Rooboow)، (10 أكتوبر 1969 - )، وكنيته أبو منصور، هو نائب زعيم ومتحدث سابق باسم جماعة الشباب الصومالية المسلحة، ويشغل حاليا منصب وزير الأوقاف والشؤون الدينية في جمهورية الصومال الفيدرالية.

## نشأته
ولد روبوو في 10 أكتوبر 1969، في هودور، في منطقة باكول جنوب الصومال. درس في مدرسة قرآنية محلية، ثم واصل تعليمه الديني في مساجد مقديشو ، كما درس الشريعة الإسلامية في التسعينات في جامعة الخرطوم في السودان.

## اتحاد المحاكم الإسلامية وحركة الشباب
عمل روبوو كنائب قائد اتحاد المحاكم الإسلامية، الذي سيطر على جزء كبير من جنوب الصومال. وكان على القائمة السوداء للولايات المتحدة. ظهر روبوو في مقاطع فيديو مع الأمريكي أبو منصور الأمريكي.
تحدى روبوو وغيره من كبار أعضاء حركة الشباب قيادة مختار علي الزبير في باراوا في يونيو 2013، وشن أنصار الزبير هجوما ضد أنصار روبوو في أغسطس 2013.  في 23 يونيو 2017 أزالت الولايات المتحدة اسمه قائمة المطلوبين بعد مناقشات مع الحكومة الصومالية، وبعد أن وضعوا مبلغ 5 ملايين دولار مكافأة لمن يدلي معلومات عن موقعه في 7 يونيو 2012.
في 13 أغسطس 2017 استسلم لسلطات الحكومة الصومالية. وفي مؤتمر صحفي عقد في مقديشو انتقد حركة الشباب ودعا أعضاءها إلى ترك الحركة.
في 2 أغسطس 2022 عينه رئيس الوزراء الصومالي حمزة عبدي بري وزيرا للأوقاف والشؤون الدينية